# Lobelia fenestralis
Lobelia fenestralis är en klockväxtart som beskrevs av Antonio José Cavanilles. Lobelia fenestralis ingår i släktet lobelior, och familjen klockväxter. Inga underarter finns listade i Catalogue of Life.